# S-II
S-II（读作“S-two”）是土星五号的第二级，由北美航空制造。该级由五台J-2液氢液氧发动机驱动，在高层大气中提供给火箭5 MN的推力。

## 历史

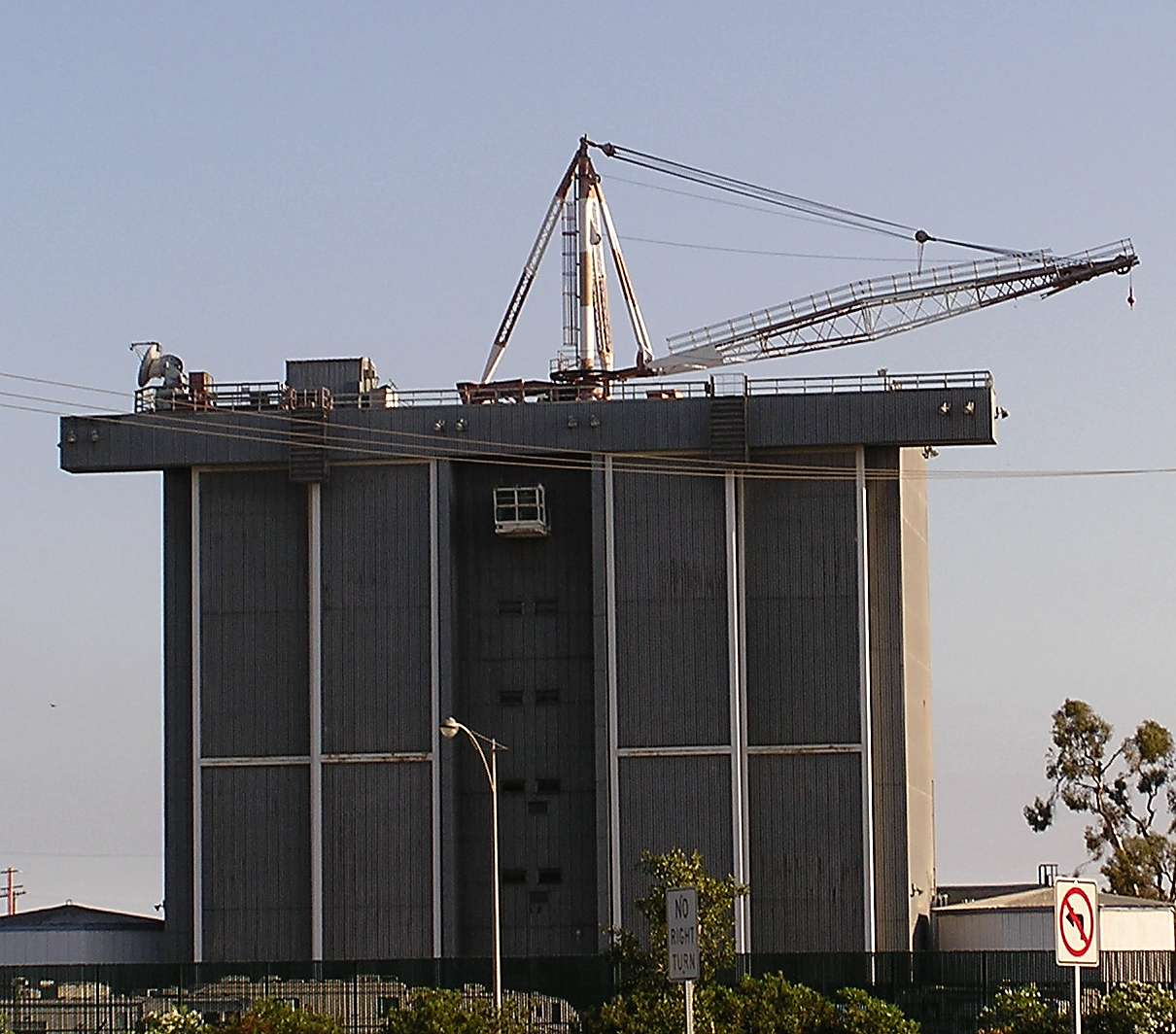
位于海豹滩市的S-II装配厂房

1959年12月，美国宇航部门决定要研发一种大推力液氢燃料火箭发动机。洛克达因获得了发动机制造协议，这就是后来的J-2发动机。同时，S-II的设计也初现雏形，当时的设计是使用四台J-2，长为22.5米，直径6.5米。
1961年，马歇尔航天飞行中心开始招募承包商来制造S-II。在邀请参加招标会的30家航天公司中，只有7家在一个月后递交了意向书，在仔细审查后，又有3家公司被排除。这时，设计部门发现原尺寸太小，未定的尺寸以及未定的上面级都给投标公司带来了不小麻烦。1961年9月11日，制造合同最终给了北美航空，北美航空使用政府建造在加利福尼亚州海豹滩市的工厂进行生产。

## 组件

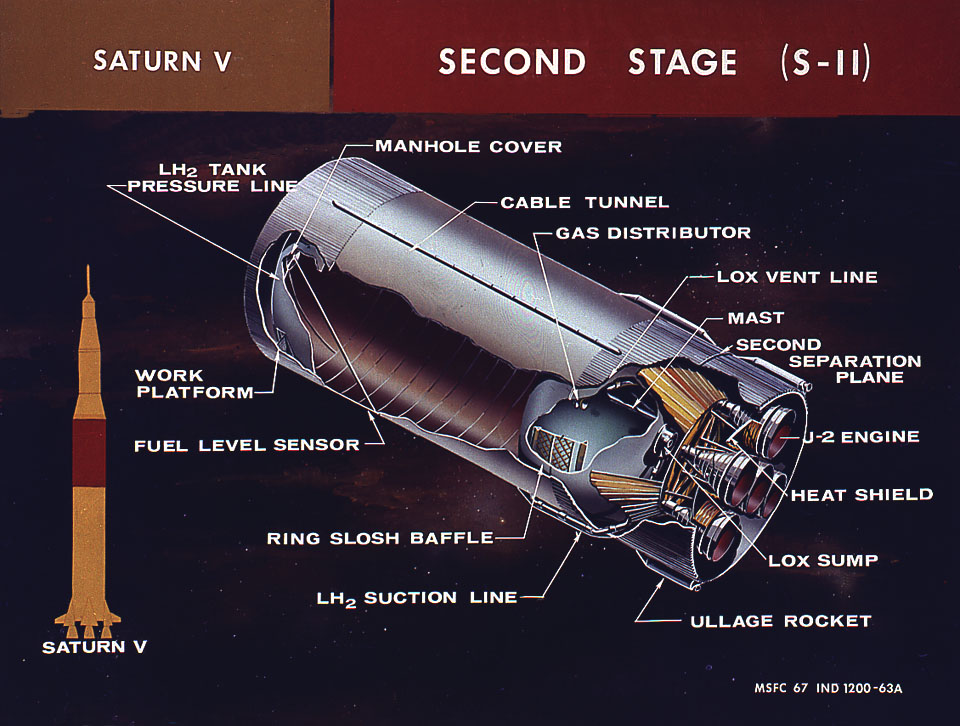
S-II剖面图

装满推进剂，S-II级重约500,000 kg，其中设备部分只占3%的重量。
五台发动机连接在底部的推力受力结构上，中间一台是固定的，周围四台可在液压机控制下自由转动。
与S-IC上两个推进剂箱以空腔隔开的设计不同，S-II的液氧箱顶部和液氢箱的底部由一层隔离层相连。隔离层是两层铝箔以及铝箔之间的苯酚蜂窝状夹层结构组成。隔离层可承受两面70℃ (125℉) 的温差。这种共用隔离层设计为S-II减少了3.6吨的重量。
液氧箱呈椭圆形，直径10米，高6.7米。其侧面由12块三角片焊接而成，两个底面是两个整圆片。每片三角片依据其位置被放置在一个装有211000升水的水箱中进行三次精确水下爆炸成形。
液氢箱由六个气瓶组成，其中五个2.4米高，一个0.69米高。由于液氢的储存温度只有20K，因此隔热措施非常重要。起初的方法存在气穴和压焊问题，后来用手工调整的方法解决了问题。
为了塑造S-II的圆柱体外形，S-II被垂直树立以辅助焊接。

## 应用
| 编号     | 用途                             | 发射日期       | 当前位置                            | 注释                                                            |
| -------- | -------------------------------- | -------------- | ----------------------------------- | --------------------------------------------------------------- |
| S-II-F   | S-II-S/D和S-II-T之后的动态测试体 |                | 美国太空和火箭中心                  |                                                                 |
| S-II-T   |                                  |                |                                     | 在1966年5月28日爆炸中被毁                                       |
| S-II-D   | 取消                             |                |                                     |                                                                 |
| S-II-S/D | 结构动态测试                     |                |                                     | 于1965年9月29日试验台上被毁                                     |
| S-II-1   | 阿波罗4号                        | 1967年11月9日  | 32°12′N 39°40′W / 32.200°N 39.667°W | 上下方都安装了摄像头                                            |
| S-II-2   | 阿波罗6号                        | 1968年4月4日   |                                     | 携带摄像头监视第一级分离                                        |
| S-II-3   | 阿波罗8号                        | 1968年12月21日 | 31°50′N 38°0′W / 31.833°N 38.000°W  |                                                                 |
| S-II-4   | 阿波罗9号                        | 1969年3月3日   | 31°28′N 34°2′W / 31.467°N 34.033°W  | 质量减轻1800 kg以增加600 kg有效载荷，发动机功率更大，液氢量更多 |
| S-II-5   | 阿波罗10号                       | 1969年5月18日  | 31°31′N 34°31′W / 31.517°N 34.517°W |                                                                 |
| S-II-6   | 阿波罗11号                       | 1969年7月16日  | 31°32′N 34°51′W / 31.533°N 34.850°W |                                                                 |
| S-II-7   | 阿波罗12号                       | 1969年11月14日 | 31°28′N 34°13′W / 31.467°N 34.217°W |                                                                 |
| S-II-8   | 阿波罗13号                       | 1970年4月11日  | 32°19′N 33°17′W / 32.317°N 33.283°W | 中央发动机由于纵向耦合振动而熄火                                |
| S-II-9   | 阿波罗14号                       | 1971年1月31日  |                                     |                                                                 |
| S-II-10  | 阿波罗15号                       | 1971年7月26日  |                                     |                                                                 |
| S-II-11  | 阿波罗16号                       | 1972年4月16日  |                                     |                                                                 |
| S-II-12  | 阿波罗17号                       | 1972年12月7日  |                                     |                                                                 |
| S-II-13  | 天空实验室                       | 1973年5月14日  |                                     | 改作上面级                                                      |
| S-II-14  | 阿波罗18号（取消）               | N/A            | 肯尼迪航天中心                      |                                                                 |
| S-II-15  | 天空实验室备份                   | N/A            | 约翰逊航天中心                      |                                                                 |